# Orientopius marianus
Orientopius marianus är en stekelart som beskrevs av Fischer 1990. Orientopius marianus ingår i släktet Orientopius och familjen bracksteklar. Inga underarter finns listade i Catalogue of Life.